# 宮崎県高等学校一覧
| 総数                            | 53校・1分校      |
| 国立                            | 1校              |
| 公立                            | 39校             |
| 私立                            | 14校・1分校      |
| 教育委員会所在地                | 〒753-8501       |
| 宮崎県宮崎市橘通東二丁目10番1号 |                  |
| 公式サイト                      | 宮崎県教育委員会 |

宮崎県高等学校一覧（みやざきけん こうとうがっこういちらん）は、宮崎県の高等学校一覧。
全日制課程の存在しない高等学校については、定時制は「○○高等学校｛定時制｝」通信制は「○○高等学校｛通信制｝」定時制・通信制共に存在する場合は、定時制表記で記載する。

## 公立高等学校

### 宮崎市
- 宮崎県立佐土原高等学校
- 宮崎県立宮崎大宮高等学校
- 宮崎県立宮崎海洋高等学校
- 宮崎県立宮崎北高等学校
- 宮崎県立宮崎工業高等学校
- 宮崎県立宮崎商業高等学校
- 宮崎県立宮崎西高等学校
- 宮崎県立宮崎農業高等学校
- 宮崎県立宮崎東高等学校｛定時制｝
- 宮崎県立宮崎南高等学校

### 都城市
- 国立都城工業高等専門学校
- 宮崎県立高城高等学校
- 宮崎県立都城泉ヶ丘高等学校
- 宮崎県立都城西高等学校
- 宮崎県立都城工業高等学校
- 宮崎県立都城商業高等学校
- 宮崎県立都城農業高等学校

### 延岡市
- 宮崎県立延岡高等学校
- 宮崎県立延岡工業高等学校
- 宮崎県立延岡商業高等学校
- 宮崎県立延岡星雲高等学校
- 宮崎県立延岡青朋高等学校｛定時制｝

### 日南市
- 宮崎県立日南高等学校
- 宮崎県立日南振徳高等学校

### 小林市
- 宮崎県立小林高等学校
- 宮崎県立小林秀峰高等学校

### 日向市
- 宮崎県立富島高等学校
- 宮崎県立日向高等学校
- 宮崎県立日向工業高等学校

### 串間市
- 宮崎県立福島高等学校

### 西都市
- 宮崎県立妻高等学校

### えびの市
- 宮崎県立飯野高等学校

### 東諸県郡

#### 国富町
- 宮崎県立本庄高等学校

### 児湯郡

#### 高鍋町
- 宮崎県立高鍋高等学校
- 宮崎県立高鍋農業高等学校

### 東臼杵郡

#### 門川町
- 宮崎県立門川高等学校

### 西臼杵郡

#### 高千穂町
- 宮崎県立高千穂高等学校

#### 五ヶ瀬町
- 宮崎県立五ヶ瀬中等教育学校

## 私立高等学校

### 宮崎市
- 日南学園高等学校宮崎穎学館
- 日章学園高等学校
- 日向学院高等学校
- 鵬翔高等学校
- 宮崎日本大学高等学校
- 宮崎第一高等学校
- 宮崎学園高等学校

### その他
- 日章学園九州国際高等学校（えびの市）
- 小林西高等学校（小林市）
- 日南学園高等学校（日南市）
- 延岡学園高等学校（延岡市）
- 聖心ウルスラ学園高等学校（延岡市）
- 都城聖ドミニコ学園高等学校（都城市）
- 都城高等学校（都城市）
- 櫻美学園高等学校（三股町）